# Хајдар Али
Хајдар Али (1721-7. децембар 1782) био је владар индијске државе Мајсор.

## Биографија
Од 1749. године био је командант војске Мајсора. Образовао је одред организован и наоружан по француском узору. Оборио је 1761. године раџу Мајсора, заузео његово место и са Маратима угрозио Британце у Мадрасу (Мајсорски ратови). Миром закљученим 1769. године вратио је освојене територије. Рат против Марата завршио се 1772. године Хајдаровим поразом. Када је 1778. године дошло до рата између Британије и Француске, Хајдар је склопио савез са Французима. Освојио је територије које су му раније одузете и проширио своју државу. Стигао је на 70 километара од Мадраса уништивши 10. септембра 1780. године британски одред од 2.800 људи. Међутим, 1. јула 1781. године код Порто Нова је претрпео пораз од британских снага под командом Ајра Кута.